# کشتن عشق
کشتن عشق (انگلیسی: Killing Romance; کره‌ای: 킬링 로맨스) یک فیلم کمدی رمانتیک موزیکال سال ۲۰۲۳ کره جنوبی با بازی لی هانی، لی سون کیون و گونگ میونگ است. این فیلم در ۱۴ آوریل ۲۰۲۳ در کره جنوبی منتشر شد.

## بازیگران
- لی هانی در نقش هوانگ یو ره
- لی سون کیون در نقش جاناتان نا
- گونگ میونگ در نقش کیم بوم وو

## جوایز و نامزدی‌ها
| مراسم جوایز      | سال  | دسته‌بندی             | نامزد       | نتیجه    | منابع |
| ---------------- | ---- | -------------------- | ----------- | -------- | ----- |
| جوایز فیلم بوایل | ۲۰۲۳ | جایزه هنری/فنی       | شین یو جین  | نامزدشده |       |
| جوایز ناقوس بزرگ | ۲۰۲۳ | بهترین طراحی لباس    | یون جونگ هی | برنده    |       |
| جوایز ناقوس بزرگ | ۲۰۲۳ | بهترین کارگردان هنری | شین یو جین  | نامزدشده |       |